# Herman Wilhelm Bissen
Herman Wilhelm Bissen (Schleswig, 13 de octubre de 1798 - Copenhague, 10 de marzo de 1868) fue un escultor danés.
Bissen estudió primero pintura en Copenhague, luego se hizo alumno del escultor Bertel Thorvaldsen. En 1824, viajó a Roma y conoció a Christian Daniel Rauch en Berlín. Bajo la influencia de Thorvaldsen, su estilo cambió el romanticismo al neoclasicismo. De vuelta a Dinamarca, Bissen se hizo profesor de la Academia de Bellas Artes de Copenhague en 1834, cambiando su estilo hacia el realismo.

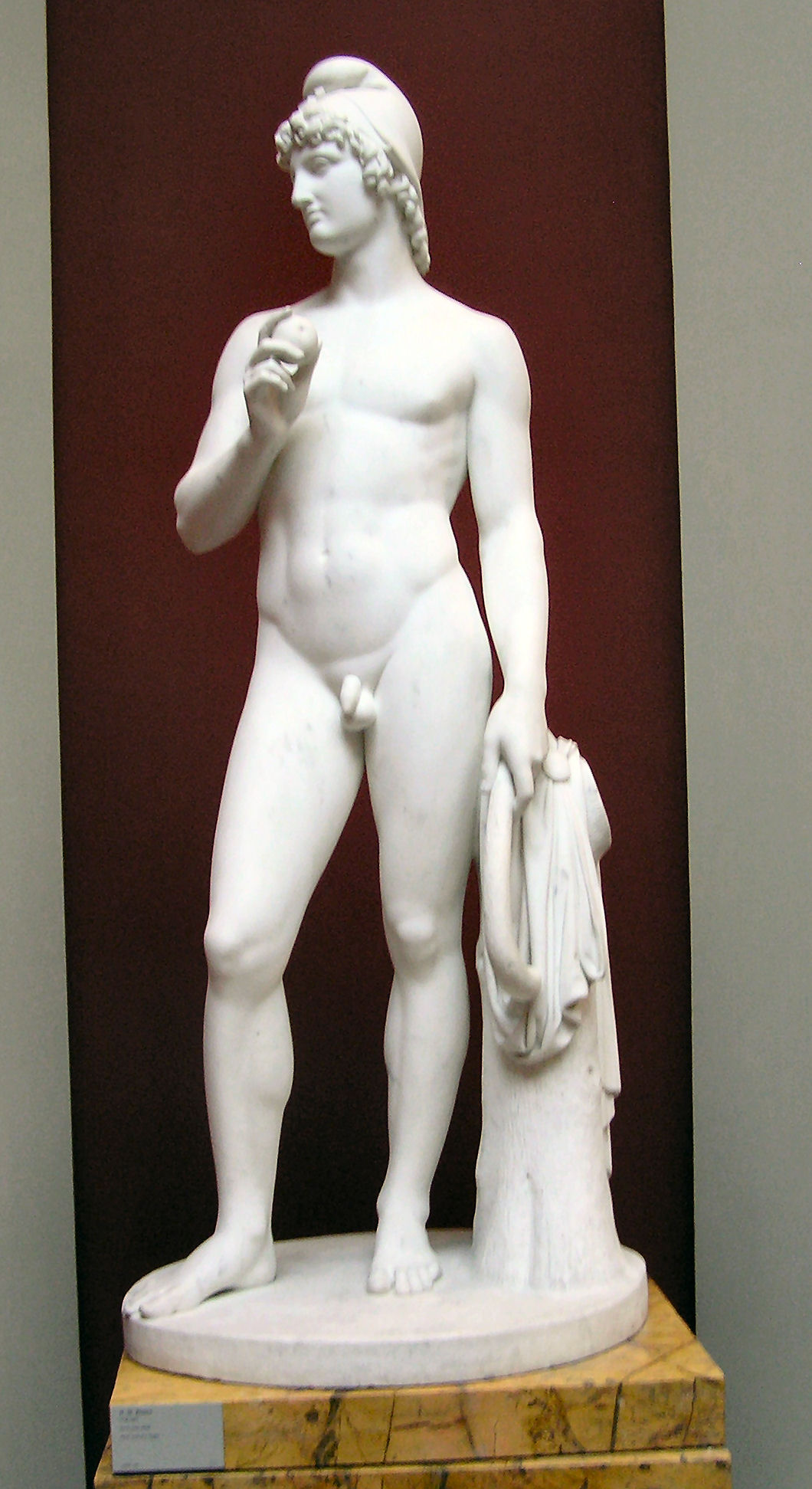
El príncipe Paris (Gliptoteca Ny Carlsberg, Copenhague).

Entre sus obras están el monumental Landsoldaten (1858) en Fredericia y el Istedløven (1862) (originariamente en Flensburgo, hoy Copenhague), la estatua dorada del obispo Absalón sobre el muro frontal del Ayuntamiento de Copenhague y otras muchas piezas menores.
Entre sus alumno estuvo el escultor finlandés Walter Magnus Runeberg.